# Pietro Carrera

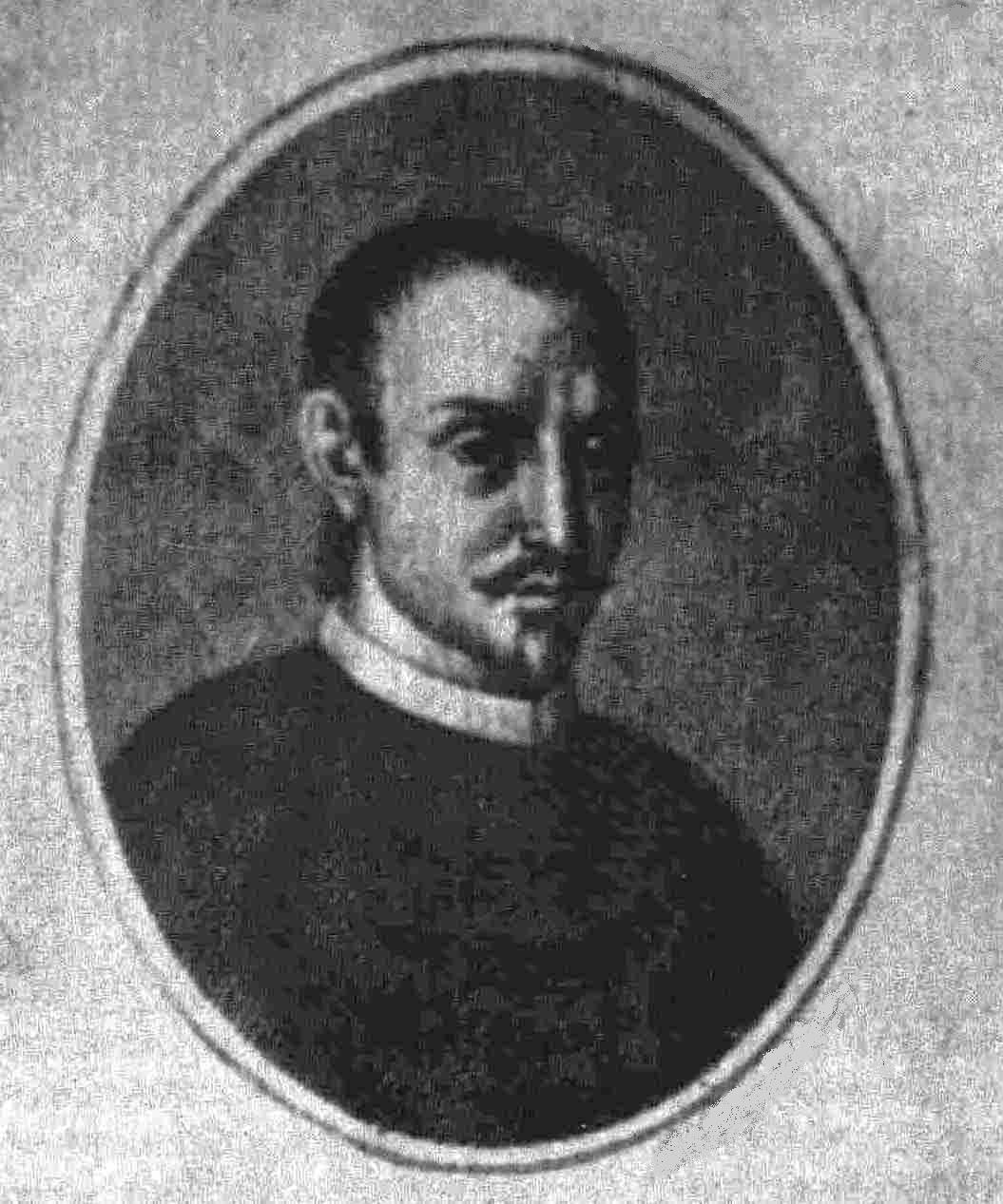
Pietro Carrera

Pietro Carrera (Militello, 12 juli 1573 — Messina, 18 september 1647) was een Siciliaans schaker, priester en auteur.
In zijn boek " II gioco degli scacchi " (1617), schreef de Italiaanse priester en auteur Pietro Carrera over de oorsprong van het schaken, schaken met handicap (bijvoorbeeld schaken zonder dame), het eindspel en over blind schaken.
In de 17e eeuw werd een zet door hem gespeeld (1. e4 c5.) die later een populaire schaakopening zou worden met de naam "Siciliaans", naar de herkomst van de bedenker.
Ook heeft Carrera een eigen schaakvariant uitgevonden en beschreven in zijn laatste boek. Dit spel wordt gespeeld op een 10x8 bord, met tussen de Torens en Paarden op b1 en b8 een Centaur, die mag zetten zoals een Paard en zoals een Toren, en op i1 en i8 een Kampioen die mag zetten zoals een Paard en zoals een Loper. Deze variant was anno 1913 het stadium van Carrera's boek niet ontstegen.